# Халупкі (Буський повіт)
Халупкі (пол. Chałupki) — село в Польщі, у гміні Тучемпи Буського повіту Свентокшиського воєводства.
Населення — 206 осіб (2011).
У 1975-1998 роках село належало до Келецького воєводства.

## Демографія
Демографічна структура на день 31 березня 2011 року:
|          | Загалом | Допрацездатний вік | Працездатний вік | Постпрацездатний вік |
| -------- | ------- | ------------------ | ---------------- | -------------------- |
| Чоловіки | 100     | 19                 | 70               | 11                   |
| Жінки    | 106     | 19                 | 64               | 23                   |
| Разом    | 206     | 38                 | 134              | 34                   |